# Saunasaari (ö i Södra Karelen, Villmanstrand, lat 61,11, long 28,13)
Saunasaari är en ö i Finland. Den ligger i sjön Saimen och i kommunen Taipalsaari i den ekonomiska regionen  Villmanstrands ekonomiska region  och landskapet Södra Karelen, i den södra delen av landet, 200 km nordost om huvudstaden Helsingfors. Öns area är 16 hektar och dess största längd är 0,8 kilometer i sydöst-nordvästlig riktning.